# Hunterieae
Hunterieae, tribus zimzelenovki (Apocynaceae), dio potporodice Rauvolfioideae. Podijeljen je na 4 rodova. Tipični rod je hunterija (Hunteria), grmovi iz tropske Afrike i Azije.

## Rodovi
1. Gonioma E.Mey. (2 spp.)
2. Picralima Pierre (1 sp.)
3. Hunteria Roxb. (13 spp.)
4. Pleiocarpa Benth. (7 spp.)